# 26526 Jookayhyun
26526 Jookayhyun è un asteroide della fascia principale. Scoperto nel 2000, presenta un'orbita caratterizzata da un semiasse maggiore pari a 2,2713191 UA e da un'eccentricità di 0,1243059, inclinata di 5,89847° rispetto all'eclittica.